# КТ-ангиопульмонография
КТ-ангиопульмонография — рентгеноконтрастное исследование лёгочных артерий с применением компьютерной томографии (КТ-ангиография лёгочных артерий). Основная цель метода — диагностика эмболии лёгочных артерий. КТ-ангиопульмонография является предпочтительным методом медицинской визуализации в связи с его малой инвазивностью (для проведения исследования необходима лишь катетеризация вены).

## Общие сведения
Современные мультидетекторные компьютерные томографы (МДКТ) обеспечивают для данного исследования оптимальное разрешение и качество изображений. Для информативного исследования достаточно толщины сканируемого слоя 0,625 мм — 2 мм. Вводится 50 — 100 мл контрастного препарата болюсно со скоростью 4 мл/с. Датчик контрастного усиления размещается на лёгочных артериях, которые располагаются чуть ниже бифуркации трахеи. Исследование проводится на пике контрастного усиления лёгочных артерий.
На МДКТ сканирование проводится в течение 5 секунд и менее, в целом посещение пациента с заранее установленным катетером занимает около 5 минут.
В норме КТ-ангиопульмонография демонстрирует однородное заполнение контрастным препаратом лёгочных артерий. Препятствие кровотоку в просвете сосуда визуализируется в виде «тёмного» неконтрастируемого участка (дефекта наполнения). В идеале, в момент исследования аорта не должна быть заполнена контрастным препаратом, что позволяет исключить артефакты, которые могут симулировать дефекты наполнения.

## Диагностическая ценность
КТ-ангиопульмонография начала использоваться в 1990-е годы как альтернатива радионуклидному вентиляционно-перфузионному сканированию и продемонстрировала высокую чувствительность и специфичность в отношении ТЭЛА.
КТ-ангиопульмонография обычно применяется в случае клинической картины ТЭЛА. Если вероятность ТЭЛА низкая, проводится исследование крови на D-димеры. При отрицательном результате и невысоком риске ТЭЛА, КТ-ангиопульмонография не назначается. Большинству пациентов перед назначением КТ-исследования проводится рентгенография грудной клетки.
В связи с существовавшими ранее сомнениями в информативности метода в отношении мелких эмболов, в 2007 году были сопоставлены результаты КТ-ангиопульмонографии и вентиляционно-перфузионного сканирования. При исследовании КТ-ангиопульмонография продемонстрировала более высокую чувствительность.

## Противопоказания
КТ-ангиопульмонография обычно противопоказана при беременности, в связи с воздействием ионизирующей радиации на плод.
КТ-ангиопульмонография противопоказана при известной или предполагаемой аллергии на контрастный препарат, а также в случае почечной недостаточности (так как контрастный препарат обладает нефротоксичностью).